# Сенна (приток Диля)
Се́нна (фр. Senne, нидерл. Zenne) — река в Бельгии. Протяжённость 103 км. Является левым притоком реки Диль.
На Сенне стоит бельгийская столица — город Брюссель, который река пересекает с юго-запада на северо-восток. В черте города, однако, река практически не видна: в 1867—1871 она была, в основном, заключена в трубу бельгийскими инженерами во главе с Анри Мо.
Исток Сенны находится примерно в 40 километрах к юго-западу от Брюсселя, между двумя карьерами бельгийского голубого камня. В верхнем течении (до Брюсселя) на берегах реки расположены коммуны Ребек, Тюбиз и Халле, в нижнем — Вилворде и Земст. Впадает в Диль в районе Хеффена.

Сенна на карте Брюсселя в 1837 году
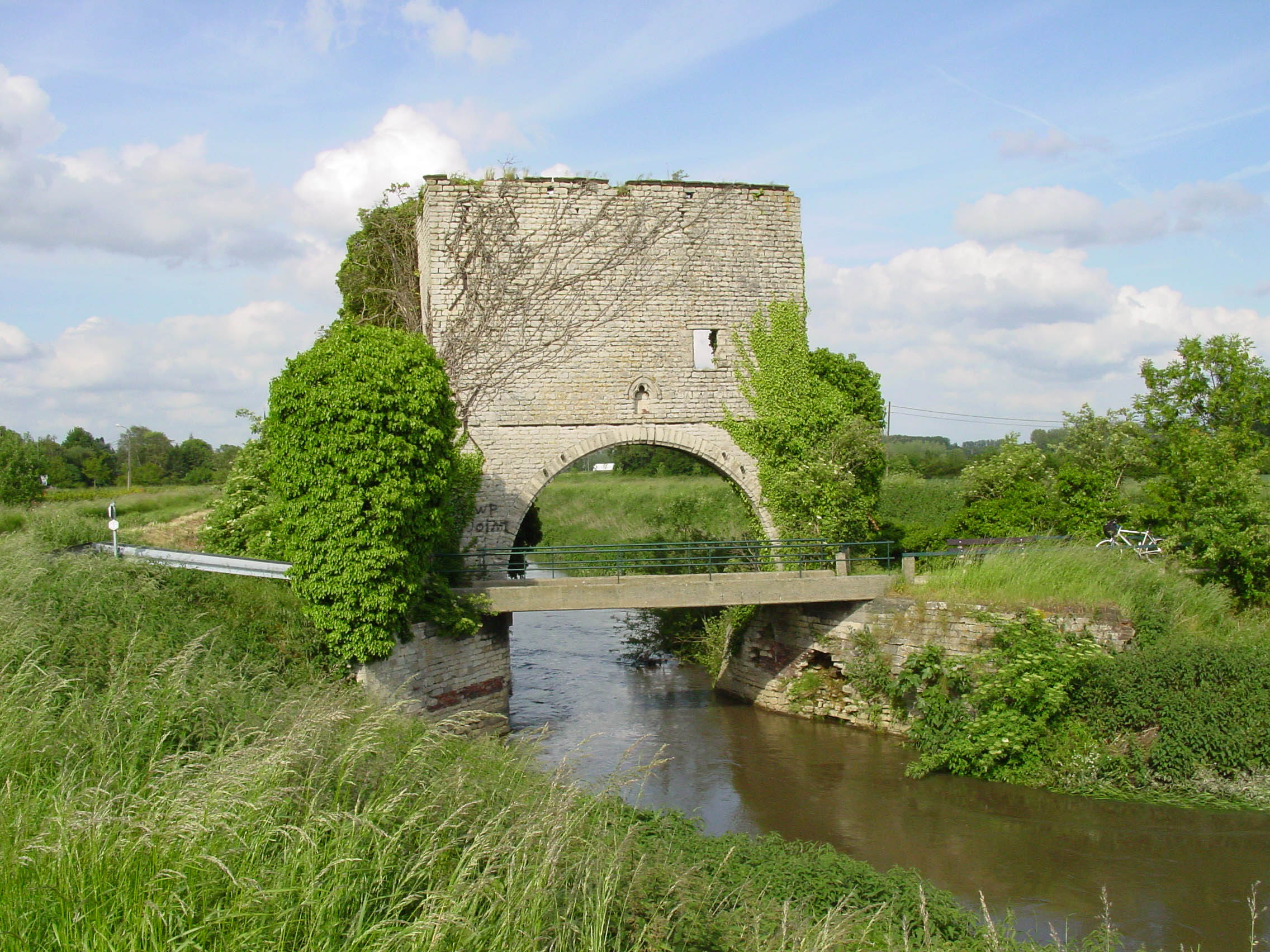
Руины шлюзовой башни на реке Сенна
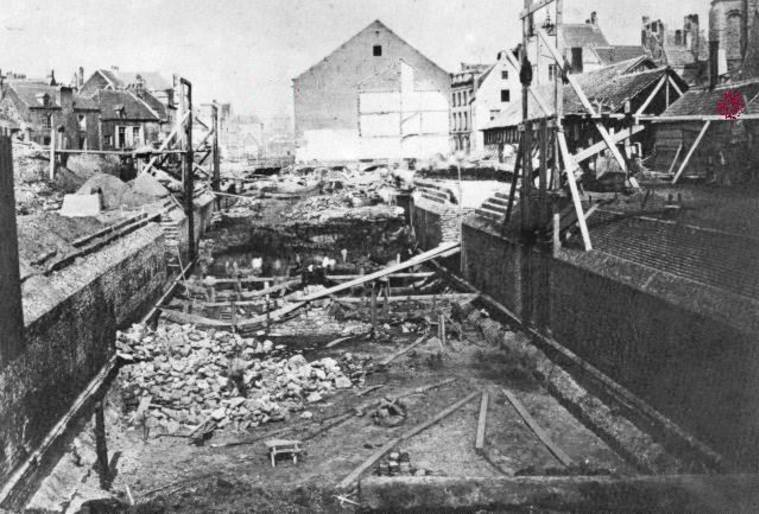
Работы по перекрытию Сенны